# Frontera entre la República Centroafricana y la República Democrática del Congo
La frontera entre la República Centroafricana y la República Democrática del Congo es la frontera que separa ambos países. Tiene 1577 km de longitud, se trata de una frontera fluvial - la constituyen los ríos Ubangui y Mbomou.
La frontera comienza en el oeste - en el punto donde se tocan las fronteras de la República del Congo, la República Centroafricana y la República Democrática del Congo, luego la frontera continúa al norte y este siendo los cauces de los ríos Ubangui y Mbomou, después continúa al punto donde se tocan las fronteras del Sudán del Sur, la República Centroafricana y la República Democrática del Congo.
La frontera se creó en 1960 cuando la República Centroafricana y la República Democrática del Congo proclamaron su independencia. En los años 1864-1960 la frontera separaba el Congo Belga y el África Ecuatorial Francesa.